# Killed by 9V Batteries
Killed by 9V Batteries é uma banda de indie rock da Áustria formada em 2002 por Wolfgang Möstl, Mario Loder e Stefan Christandl.

## Integrantes

### Formação atual
- Wolfgang Möstl - guitarra e vocal
- Mario Zangl - baixo elétrico
- Mario Loder - bateria
- Philipp Ludersdorfer - guitarra

## Discografia
- Rascals Kill Wild Wild Rascals (CD, Numavi, 2004)
- Rough (CD, Numavi, 2004)
- Powerchord Desaster (CD, Numavi, 2005)
- Ford Mustang (CD-Single, Numavi, 2005)
- Killed by 9V Batteries (CD, Siluh, 2006)
- Split 7" w/ "Jolly Goods" (7", Louisville/Siluh, 2008)
- Split Cassette w/ "Black Fox Dance" (MC, Wilhelm Show Me The Major Label, 2008)
- Escape Plans Make It Hard To Wait For Success (CD/LP, Siluh, 2008)
- Split LP w/ "Picture Eyes" (LP, Siluh/Numavi, 2009)
- The Crux (LP Siluh, 2011)